# Белый пудель (фильм)
«Белый пудель» — советский художественный фильм 1955 года, созданный на Одесской киностудии. Экранизация одноимённого рассказа Александра Куприна.
Главные роли в фильме исполнили Виктор Кольцов и Володя Поляков, в фильме также снимались Наталья Гицерот, Михаил Глузский, Александр Антонов и Георгий Милляр.
Премьера фильма состоялась в октябре 1956 года.

## Сюжет
Действие фильма происходит в Крыму на берегу Чёрного моря. Старый шарманщик Лодыжкин и юный акробат Серёжа, двенадцатилетний мальчик, вместе с их верным другом умным пуделем Арто выступают перед публикой — отдыхающими и дачниками. Своими несложными, но искренними выступлениями труппа зарабатывает себе деньги на скромную жизнь. Но однажды один из зрителей, избалованный барчук, потребовал себе пуделя в качестве игрушки. Артисты отказываются отдавать друга, и тогда барский дворник похищает Арто. Лодыжкин же не может подать на похитителей в суд, так как живёт с чужим паспортом. Ночью Серёжа решает спасти белого пуделя.

## В ролях
- Виктор Кольцов — дедушка Лодыжкин, шарманщик
- Владимир Поляков — Серёжа, акробат
- Наталья Гицерот — госпожа Обольянинова, барыня
- Александр Антонов — дворник
- Георгий Милляр — Иван, старый слуга
- Михаил Глузский — рыбак
- Анатолий Фрадис — Трилли, барчук
- Семён Свашенко — бродяга
- Галина Левченко
- Валентина Куценко — рыбачка

## Съёмочная группа
- Произведение: Александр Куприн
- Авторы сценария: Георгий Гребнер и Григорий Гребнев
- Режиссёры: Марианна Рошаль и Владимир Шредель
- Оператор: Андрей Болтянский
- Композитор: Алексей Муравлёв
- Художники-постановщики: Иосиф Юцевич и В. Романеев

## Отличия от книги
В фильме есть эпизод обеда бродячей труппы с рыбаками на берегу моря, в книге он отсутствует.